# Brunnhemsberget

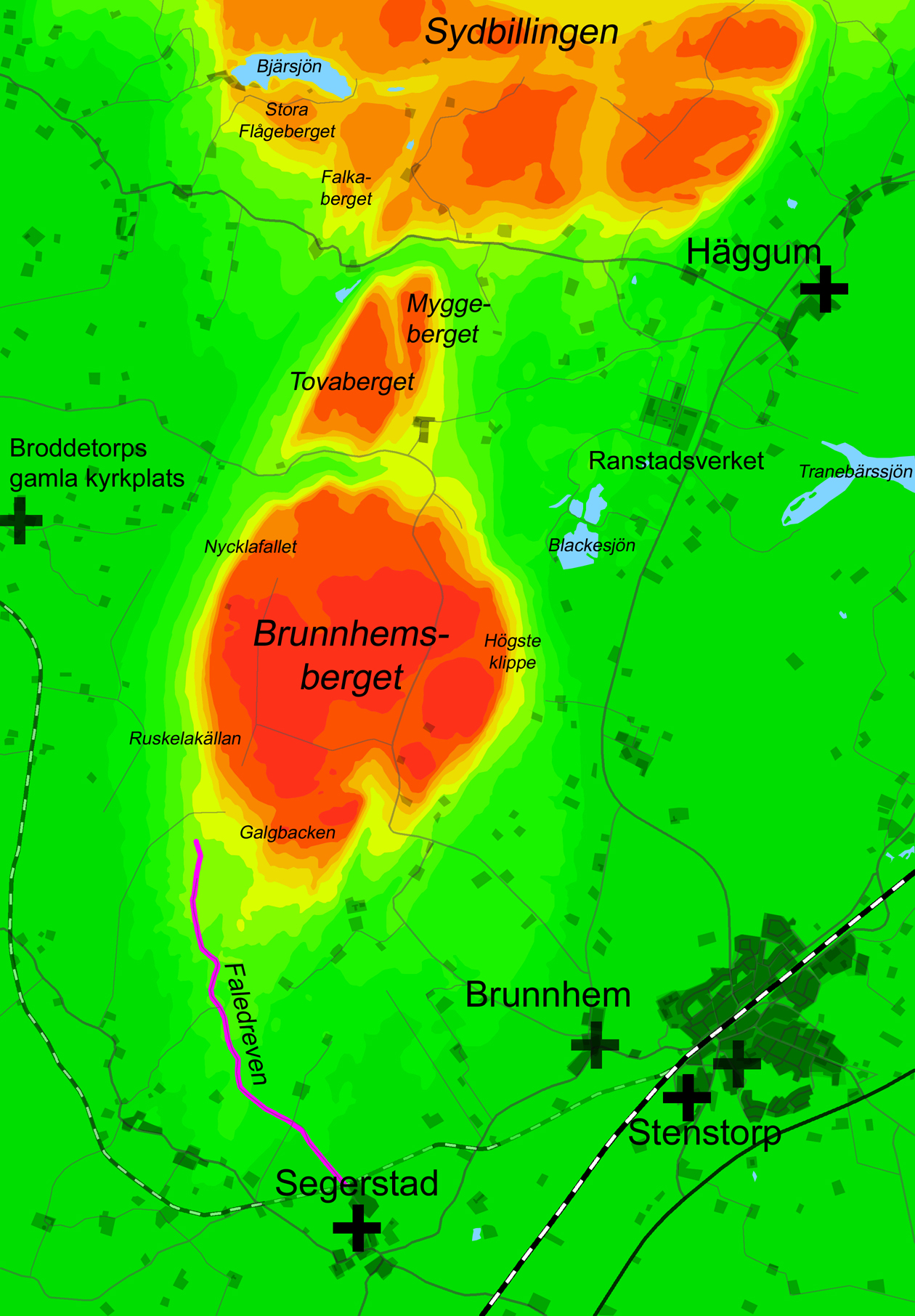
Karta över Brunnhemsberget, Tovaberget och Myggeberget med omgivningar.

Brunnhemsberget är ett platåberg i mellersta Västergötland i södra Sverige.  Det är beläget strax söder om Billingen och ses ofta som en sydlig fortsättning eller utlöpare av detta betydligt större berg. De betydligt mindre platåbergen Tovaberget och Myggeberget kan ses som utlöpare till Brunnhemsberget och behandlas därför här nedan.
Liksom de flesta övriga platåberg i Västergötland, ligger det på en grund av urberg som är täckt av lager av i tur och ordning sandsten, alunskiffer, kalksten och lerskiffer, med en hätta av motståndskraftig diabas som har hindrat de porösa undre lagren från att brytas ned under istider och av annan vittring. Huvuddelen av platån ligger på en höjd av 290 m över havet. Den är mestadels skogbevuxen.
Den helt övervägande delen av berget är beläget i Falköpings kommun. Tre fjärdedelar av bergsplatån ligger i Brunnhems socken (i nuvarande Stenstorps församling), medan den norra fjärdedelen omfattas av Broddetorps socken (Hornborga församling). I sydväst, strax nedanför platån, vidtar även Segerstads socken (Hornborga församling). Bergets allra nordligaste spets ligger emellertid i Häggums socken och Skövde kommun.
De tre socknarna Brunnhem, Broddetorp och Segerstad möts vid Ruskela källa, där dricksvatten av god kvalitet tränger fram ur berget.
Fasta bosättningar saknas på bergsplatån, men två fritidshus och Idrottsklubben Albions föreningsstuga finns där, liksom ruiner av 1900-talsbebyggelse. IK Albions skidbacke (med släplift) och 2,7 km långa elljusspår är belägna på bergets södra del.
Några kilometer grusvägar, främst använda för skogsbruk, finns på berget, varav den viktigaste löper tvärsöver berget, i närmast syd-nordlig riktning, från trakten av Stenstorp och Brunnhem till ravinen som i norr avgränsar Brunnhemsberget från det närliggande Tovaberget.
Andra berg som kan ses från Brunnhemsberget är Mösseberg i sydväst, Ålleberg i söder, Gerumsberget, Varvsberget och Plantaberget i sydöst, Hökensås i öster, Borgundaberget i nordöst, Billingen och Tovaberget i norr samt Kinnekulle i nordväst. Också dessa berg är, sånär som på Hökensås, platåberg med liknande lagerföljd.

## Tovaberget
Tovaberget, Tovatorpsberget, Tovetorpsberget eller Tovatorpa Berg är ett litet platåberg mellan Brunnhemsberget och Sydbillingen. Berget ligger till största delen i Bolums socken i Falköpings kommun, men till en del även i Häggums socken i Skövde kommun. Bergets diabashätta hänger samman med det till ytan mindre, men aningen högre, Myggeberget. Namnet skrivs Tofvetorpa berghit 1659 och Thofvaberget 1852. En förklaring till namnet är att det skulle syfta på tåga det vill säga "dimma" i den stora Tjuvadalen nedanför berget. Uttalet anges som |tòabærjət|, |tòvabærjət|, |tòvatôrpabærjət| eller |tòatôrpa bærj| i Ortnamnsregistret. Bergets yta är ungefär en halv kvadratkilometer. Dess högsta punkt är 283,1 meter över havet.

## Myggeberget
Myggeberget eller Myggberget är ett litet platåberg mellan Brunnhemsberget och Sydbillingen. Det ligger till största delen i Häggums socken i Skövde kommun, men till en del även i Bolums socken i Falköpings kommun. Bergets diabashätta hänger samman med det till ytan större, men aningen lägre, Tovaberget. Uttalet anges som |mùjəbæriət| eller |møjəbærjət| i Ortnamnsregistret. Diabashättans yta är bara cirka 10 hektar. Bergets högsta punkt är 284,2 meter över havet.